# Lijst van voetbalinterlands Brazilië - Zwitserland
Deze lijst van voetbalinterlands is een overzicht van alle officiële voetbalwedstrijden tussen de nationale teams van Brazilië en Zwitserland. De landen speelden tot op heden tien keer tegen elkaar. De eerste ontmoeting, een groepswedstrijd tijdens het Wereldkampioenschap voetbal 1950, werd gespeeld in São Paulo op 28 juni 1950. Het laatste duel, een groepswedstrijd tijdens het Wereldkampioenschap voetbal 2022, vond plaats op 28 november 2022 in Doha (Qatar).

## Wedstrijden
| №  | Plaats            | Datum            | Competitie        | Wedstrijd              | Uitslag |
| -- | ----------------- | ---------------- | ----------------- | ---------------------- | ------- |
| 1  | São Paulo         | 28 juni 1950     | WK 1950           | Brazilië – Zwitserland | 2 – 2   |
| 2  | Zürich            | 11 april 1956    | Vriendschappelijk | Zwitserland – Brazilië | 1 – 1   |
| 3  | Cuiabá            | 21 december 1980 | Vriendschappelijk | Brazilië – Zwitserland | 2 – 0   |
| 4  | Recife            | 19 mei 1982      | Vriendschappelijk | Brazilië – Zwitserland | 1 – 1   |
| 5  | Basel             | 17 juni 1983     | Vriendschappelijk | Zwitserland – Brazilië | 1 – 2   |
| 6  | Bazel             | 21 juni 1989     | Vriendschappelijk | Zwitserland – Brazilië | 1 – 0   |
| 7  | Bazel             | 15 november 2006 | Vriendschappelijk | Zwitserland – Brazilië | 1 – 2   |
| 8  | Bazel             | 14 augustus 2013 | Vriendschappelijk | Zwitserland – Brazilië | 1 – 0   |
| 9  | Rostov aan de Don | 17 juni 2018     | WK 2018           | Brazilië – Zwitserland | 1 − 1   |
| 10 | Doha              | 28 november 2022 | WK 2022           | Brazilië – Zwitserland | 1 − 0   |

## Samenvatting
| Competitie        | Totaal gespeeld | Winst Brazilië | Gelijk | Winst Zwitserland | Doelsaldo Brazilië – Zwitserland |
| ----------------- | --------------- | -------------- | ------ | ----------------- | -------------------------------- |
| WK-eindronde      | 3               | 1              | 2      | 0                 | 4 − 3                            |
| Vriendschappelijk | 7               | 3              | 2      | 2                 | 8 − 6                            |
| Totaal            | 10              | 4              | 4      | 2                 | 12 − 9                           |

Wedstrijden bepaald door strafschoppen worden, in lijn met de FIFA, als een gelijkspel gerekend.

## Details

### Eerste ontmoeting
| WK 1950 (São Paulo, Brazilië, 28 juni 1950):                                                               |              | |
| Brazilië                                                                                                   | 2 – 2        | Zwitserland |
| Alfredo 3' Baltazar 32'                                                                                    | goals        | 17' Jacques Fatton 88' Jacques Fatton |
| Flávio Costa                                                                                               | bondscoach   | Severino Minelli |
| Barbosa Augusto Juvenal José Carlos Bauer Rui Campos Noronha Alfredo Maneca Baltazar Ademir Menezes Friaça | opstellingen | Georges Stuber André Neury Roger Bocquet Gerhard Lusenti Olivier Eggimann Roger Quinche Jean Tamini Fredy Bickel Hans-Peter Friedländer René Bader Jacques Fatton |

### Derde ontmoeting
| Vriendschappelijk (Cuiabá, Brazilië, 21 december 1980):                                   |       |             |
| Brazilië                                                                                  | 2 – 0 | Zwitserland |
| Sócrates 9' Zé Sérgio 90'                                                                 | goals |             |
| - Zestiende en laatste interland van Zwitserland onder leiding van bondscoach Léo Walker. |       |             |

### Vijfde ontmoeting
| Vriendschappelijk (Basel, Zwitserland, 17 juni 1983): |       |                         |
| Zwitserland                                           | 1 – 2 | Brazilië                |
| André Egli 33' (pen.)                                 | goals | 88' Sócrates 86' Careca |

### Zesde ontmoeting
| Vriendschappelijk (Basel, Zwitserland, 21 juni 1989): |              | |
| Zwitserland | 1 – 0        | Brazilië |
| Kubilay Türkyilmaz 50' (pen.) | goals        | |
| Uli Stielike | bondscoach   | Sebastião Lazaroni |
| Martin Brunner 46' Stefan Marini Marcel Koller Martin Weber Peter Schepull Herbert Baumann Alain Sutter 55' Alain Geiger Beat Sutter 82' Kubilay Türkyilmaz 73' Stéphane Chapuisat 62' | opstellingen | Claudio Taffarel 74' Paulo Roberto Costa André Cruz Ricardo Gomes Mazinho Alemão Dunga Tita Valdo Candido Renato Portaluppi 74' Gerson da Silva |
| Stephan Lehmann 46' René Sutter 55' Blaise Piffaretti 62' Dario Zuffi 73' Hans-Peter Burri 82'                                                                                         | wissels      | 74' Branco 74' Geovani Silva |
| Stefan Marini 72' | gele kaarten | |
| - Debuut van Stéphane Chapuisat (FC Lausanne Sports), Stephan Lehmann (FC Sion), Herbert Baumann (FC Luzern) en Hans-Peter Burri (FC Luzern) voor Zwitserland.                         |              | |

### Achtste ontmoeting
| Vriendschappelijk (Basel, Zwitserland, 14 augustus 2013): |              | |
| Zwitserland | 1 – 0        | Brazilië |
| Daniel Alves 48' (e.d.) | goals        | |
| Ottmar Hitzfeld | bondscoach   | Luiz Felipe Scolari |
| Diego Benaglio Philippe Senderos 46' Stephan Lichtsteiner 62' Timm Klose Ricardo Rodríguez Valon Behrami Blerim Džemaili 75' Valentin Stocker 46' Xherdan Shaqiri 86' Granit Xhaka Haris Seferovic 74' | opstellingen | Jefferson 69' Daniel Alves Thiago da Silva 56' Marcelo Dante Bonfim 56' Luiz Gustavo Dias Paulinho 59' Oscar 56' Fred 62' Hulk Neymar |
| Fabian Schär 46' Tranquillo Barnetta 46' Michael Lang 62' Mario Gavranović 74' Pirmin Schwegler 75' Admir Mehmedi 86'                                                                                  | wissels      | 56' Maxwell 56' Fernando 56' Jô 59' Hernanes 62' Lucas Moura 69' Jean                                                                 |
| Philippe Senderos 11' Valon Behrami 23' Pirmin Schwegler 90' | gele kaarten | |
| - Debuut van Fabian Schär (FC Basel) en Michael Lang (Grasshopper-Club) voor Zwitserland. |              | |

### Negende ontmoeting
| Groepswedstrijd WK 2018 (Rostov aan de Don, Rusland, 17 juni 2018):                                                      |                 | |
| Brazilië | 1 – 1           | Zwitserland |
| Philippe Coutinho 20' | goals (assists) | 50' Steven Zuber (Xherdan Shaqiri) |
| Tite | bondscoach      | Vladimir Petković |
| Alisson Danilo Thiago Silva Miranda Marcelo Paulinho 60' Casemiro 79' Philippe Coutinho Willian Gabriel Jesus 86' Neymar | opstellingen    | Yann Sommer 87' Stephan Lichtsteiner Fabian Schär Manuel Akanji Ricardo Rodríguez 71' Valon Behrami Blerim Džemaili Granit Xhaka Xherdan Shaqiri Steven Zuber 80' Haris Seferović |
| Fernandinho 60' Renato Augusto 67' Roberto Firmino 79'                                                                   | wissels         | 71' Denis Zakaria 80' Breel Embolo 87' Michael Lang |
| Casemiro 47' | gele kaarten    | 31' Stephan Lichtsteiner 65' Fabian Schär 68' Valon Behrami |